# Ridaküla (Kadrina)
Ridaküla est un village de la commune de Kadrina du comté de Viru-Ouest en Estonie.
Au 31 décembre 2011, il compte 93 habitants.